# Цементнозаводский
Цементнозаводский — бывший посёлок городского типа в городском округе Воркута Республики Коми. В 2002 году включен в состав посёлка Северный и исключен из учётных данных.

## География
Расположен на левом берегу реки Воркута в 18 км к северо-востоку от города Воркуты.

### Климат
- Среднегодовая температура воздуха — −5,3 °C
- Относительная влажность воздуха — 81 %
- Средняя скорость ветра — 5,3 м/с
- Полярная ночь: с 17 по 27 декабря — 11 суток
- Полярный день: с 30 мая по 14 июля — 46 суток

| Показатель                                                           | Янв.  | Фев.  | Март  | Апр.  | Май   | Июнь | Июль | Авг. | Сен.  | Окт. | Нояб. | Дек.  | Год  |
| -------------------------------------------------------------------- | ----- | ----- | ----- | ----- | ----- | ---- | ---- | ---- | ----- | ---- | ----- | ----- | ---- |
| Абсолютный максимум, °C                                              | 1,1   | 1,2   | 5,3   | 12,0  | 26,5  | 31,0 | 33,8 | 30,0 | 24,2  | 15,6 | 4,8   | 3,5   | 33,8 |
| Средний суточный максимум, °C                                        | −15,6 | −16,1 | −9,6  | −5,5  | 1,7   | 12,7 | 18,7 | 14,2 | 7,8   | −0,8 | −9,5  | −13,9 | −1,3 |
| Средняя температура, °C                                              | −19,4 | −19,7 | −13,8 | −10   | −1,9  | 7,6  | 13,1 | 9,7  | 4,4   | −3,2 | −13   | −17,4 | −5,3 |
| Средний суточный минимум, °C                                         | −23,6 | −23,9 | −18,1 | −14,4 | −5,2  | 3,3  | 8,2  | 5,8  | 1,3   | −6,1 | −16,5 | −21,6 | −9,2 |
| Абсолютный минимум, °C                                               | −48   | −49,4 | −41   | −38,5 | −26,3 | −8,4 | −1   | −4   | −10,5 | −29  | −45,1 | −52   | −52  |
| Норма осадков, мм                                                    | 36    | 34    | 33    | 27    | 35    | 52   | 55   | 63   | 57    | 57   | 40    | 42    | 531  |
| Источник: Погода и климат Средние значения за период 1981 - 2010 гг. |       |       |       |       |       |      |      |      |       |      |       |       |      |

## История
Основан в 1947 году как лагерный посёлок при строительстве цементного завода. С 14 августа 1957 года по 2002 годы имел статус посёлка городского типа, подчинялся Горняцкому райсовету Воркуты. В настоящее время микрорайон посёлка Северного, почтовый адрес пос. Северный-1.
В 1959 году рабочие посёлки Хальмер-Ю и Цементнозаводский с прилегающей к ним территорией залегания угольного пласта: Воргашорского, Сырягинского и Хальмер-Юского угольных месторождений были переданы из Ненецкого НО в Коми АССР.

## Промышленность
Первая очередь Воркутинского цементного завода была сдана в эксплуатацию 15 сентября 1950 года с проектной мощностью 28 тысяч тонн цемента в год. 1 января 1953 года в строй вступила вторая очередь завода. Это было единственное предприятие в европейском Заполярье, производящее цемент и минеральную продукцию.
В составе цементного завода был построен цех, позднее самостоятельный завод железо-бетонных изделий.
Воркутинский цементный завод был градообразующим предприятием посёлка Цементозаводский. В 2002 году прошёл процедуру банкротства, завод ЖБИ (железо-бетонных изделий),который изготавливал свою продукцию на основе сырья Воркутинского цементного завода. В 2003 году было создано ООО «Воркутацемент», проведены оптимизация числа работающих сотрудников, технические характеристики предприятия, налажены источники сбыта продукции.
Полностью деятельность Воркутинского цементного завода была прекращена в 2017 году.

## Население
| 1959 | 1970  | 1979  | 1989  | 2002  |
| ---- | ----- | ----- | ----- | ----- |
| 1531 | ↗3077 | ↗3740 | ↗4173 | ↘2246 |

С начала 2000-х годов регулярно появлялась информация о закрытии посёлка. Одним из факторов, препятствующим полному выполнению этого решения, наряду с недостаточным финансированием программы переселения, являлось расположение на территории посёлка войсковой части и группы плавания в КСК «Цементник».

## Спорт

### Плавание
Клубно-спортивный комплекс (КСК «Цементник») построен в 1976 году. КСК — первое крытое концертно-спортивное сооружение воркутинского района, представляет из себя несколько площадок: кинозал вместимостью 500 мест, 25 метровый бассейн и зал для проведения соревнований по игровым видам спорта, вместимостью до 200 зрителей соответственно.
Во дворце спорта действуют секции по занятиям мини-футболом, шахматами, гиревым спортом, художественная самодеятельность.
С начала 1980-х годов была открыта школа плавания, в которой занимались дети посёлка, а также другие юные спортсмены воркутинского района и города Воркуты. За это время тренерским составом были подготовлены спортсмены, в дальнейшем привлекавшиеся к соревнованиям в составе сборной России.
К ним относятся чемпионы и призёры первенств мира, Европы и Олимпийских игр: ЗМС А. Вятчанин, ЗМС А. Поляков, ЗМС А. Иваненко, МСМК победитель этапа кубка мира, чемпионка России Е. Горшкова и ряд других спортсменов.
В школе плавания работают или работали такие известные специалисты как заслуженные тренеры России Вятчанины: Ирина Германовна и Аркадий Фёдорович, а также заслуженные тренеры России Денис и Людмила Шаляпины.

## Известные жители, уроженцы
- Аркадий Вятчанин
- Анатолий Поляков
- Анастасия Иваненко
- Ирина Вятчанина
- Елизавета Горшкова
- Аркадий Вятчанин (старший)
- Денис Шаляпин -
- Людмила Шаляпина